# アントニオ・アダン
アントニオ・アダン・ガリード（Antonio Adán Garrido, 1987年5月13日 - ）は、スペイン・マドリード出身のサッカー選手。無所属。ポジションはゴールキーパー。

## 経歴

### クラブ
レアル・マドリードの下部組織出身。2006-07シーズンからレアル・マドリード・カスティージャに昇格。3シーズンを過ごし、チームキャプテンも務めた。
2009-10シーズンは夏の移籍市場でジョルディ・コディーナがヘタフェCFへ移籍したことにともない、イケル・カシージャス、イェジー・ドゥデクに次ぐトップチームの第3GKに昇格した。グループリーグ突破が決まっていた2010年12月8日のUEFAチャンピオンズリーグ、AJオセール戦にて負傷したドゥデクに代わって後半から途中出場しトップチームデビュー。
翌2010-11シーズンはドゥデクの引退を受けて第2GKに昇格。2011年2月13日のRCDエスパニョールで試合開始直後にレッドカードを受けたカシージャスに代わってゴールを守り、プリメーラ・ディビシオン初出場。無失点に抑え、1-0の勝利に貢献した。
2012年12月22日のマラガCF戦ではジョゼ・モウリーニョ監督のいう「戦術的理由」により、カシージャスに代わって先発出場の機会が与えられたが、3失点を喫しチームも敗れた。試合後、この起用は議論の的になった。2013年1月6日のレアル・ソシエダ戦でも先発したが、前半9分に決定機を阻止してPKを献上し、レッドカードで退場となった その後、カシージャスは左手骨折のため離脱するが代役としてセビージャFCよりディエゴ・ロペス・ロドリゲスが加入すると彼が正GKに収まり、出場機会はなかった。
9月2日、マドリーとの契約を解消、11月19日にセリエAのカリアリ・カルチョに加入した。正GKのミカエル・アガッツィが右太腿の負傷により離脱中だったため、代役として期待されていたが、その間ゴールマウスを守った第2GKのブラダ・アブラモフから定位置を奪えず、わずか2試合の出場に終わった。
2014年1月27日、カリアリとの契約を解消、レアル・ベティスに加入した。ベティスでは正GK・キャプテンとなるも、ベティス移籍後もマドリーへの愛情は健在のようで、2015-16シーズンには、ベティスと対戦するFCバルセロナとの試合前に「(バルセロナの優勝を)ダメにしてやる」と発言し、これにバルサOBのフリスト・ストイチコフがアダンを「ベティスで最高の歌手だ(ヘマ野郎)」と皮肉るなどバルセロナとの対戦には特別な思いを抱いていた。なお、同シーズンはバルセロナがリーガ優勝・連覇を飾っている。
2018年7月10日、アトレティコ・マドリードと2年契約を結んだことが発表された。加入当初からチームのセカンドキーパーとしての位置付けだった。1シーズン目は、ラ・リーガでは2019年5月18日の最終節レバンテUD戦のみ、コパ・デル・レイではベスト16でジローナFCに敗れるまでの計4試合にフル出場した。2シーズン目は、ラ・リーガでは2019年9月14日のレアル・ソシエダ戦に負傷したヤン・オブラクに代わって24分間のみ出場、2020年1月24日、コパ・デル・レイのクルトゥラル・レオネサ戦に先発出場するも、チームは敗退した。2シーズン在籍するも、公式戦7試合しか出場しなかった。
2020年8月20日、スポルティング・クルーベ・デ・ポルトゥガルに2年契約で移籍した。1年目から正GKとして定着し、リーグ戦32試合に出場した。

### 代表
これまでにユース世代のスペイン代表を経験。2006年夏に開催されたUEFA U-19欧州選手権ではキャプテンとして優勝に貢献。2006年10月にUEFA U-21欧州選手権プレーオフ対イタリア戦を戦うスペインU-21代表に初招集され、翌2007年2月のイングランドとの親善試合でU-21代表でデビューしフル出場した。

## 所属クラブ
- レアル・マドリードC 2004-2006
- レアル・マドリード・カスティージャ 2006-2010
- レアル・マドリード 2009-2013
- カリアリ・カルチョ 2013-2014
- レアル・ベティス 2014-2018
- アトレティコ・マドリード 2018-2020
- スポルティング・クルーベ・デ・ポルトゥガル 2020-2024

## タイトル

### クラブ
レアル・マドリード
- リーガ・エスパニョーラ : 2011-12
- コパ・デル・レイ : 2010-11
- スーペルコパ・デ・エスパーニャ : 2012

アトレティコ・マドリード
- UEFAスーパーカップ : 2018

スポルティングCP
- プリメイラ・リーガ : 2020-21

### 代表
U-19スペイン代表
- UEFA U-19欧州選手権 : 2006